# Екологічна модернізація
Екологічна модернізація — одна з доктрин соціальних наук, за якою рух до енвайронменталізму сприяє розвитку економіки. За останні декілька десятиліть ця ідея привернула увагу вчених та політиків всього світу. Вона має як аналітичний підхід, так і політичну стратегію, також на її основі проводяться дискурси на рахунок енвайронменталізму (Гайер, 1995)
Поняття екологічної модернізації з'явилось на початку 80-х років ХХ століття серед групи вчених Вільного Університету та Науково-дослідницького центру в Берліні. Серед цих вчених були Йозеф Губер (Joseph Huber), Мартін Єніке (нім. Martin Jänicke) та Удо Е. Сімоніс (нім. Udo E. Simonis). На той час такі ідеї були розповсюджені. Наприклад, їх наслідували Артур Розенфельд] (Arthur H. Rosenfeld), Еморі Ловінс (Amory Lovins), Дональд Хайсінг (Donald Huisingh), Рене Кемп (René Kemp), Ернст Ульріх фон Вайзсекер (Ernst Ulrich von Weizsäcker). В майбутньому Артур Мол (Arthur P.J. Mol), Герт Спаргарен (Gert Spaargaren) та Девід А. Сонненфельд (David A Sonnenfeld) зробили значний вклад у розвиток цієї ідеї. (Мол та Сонненфельд, 2000; Мол, 2001)
Однією з основних засад екологічної модернізації є розгляд економічного зростання та промислового розвитку з точки зору навколишнього середовища. На основі так званого «просвітленого інтересу до самого себе» можна вигідно поєднати економіку та екологію: «екологічна продуктивність» (продуктивне використання природних ресурсів та середовищ: повітря, води, ґрунту, екосистем) може бути джерелом подальшого зростання та розвитку. За таким же принципом працюють ідеї «продуктивності праці» та «продуктивності капіталу». Таким чином зросте ефективність використання енергії та ресурсів, інновації в галузі виробництва, такі як екологічний менеджмент, стійке управління ланцюгом поставок, екологічно чисті технології, знаходження доброякісної заміни небезпечних речовин, створення виробів у інтересах охорони довкілля. Радикальні інновації у цих сферах не тільки сприятимуть зменшенню обігу ресурсів та об'єму викидів, але й змінять якість та структуру «промислового метаболізму». В умовах коеволюції людини та природи, та з метою покращення ємності навколишнього середовища, філософія екологічної модернізації надає людям активну роль, яка може конфліктувати з охороною природи.
Існують різні розуміння масштабу екологічної модернізації. Деякі вважають що вона захоплює лише технологічний прогрес та відповідні аспекти політики та економіки, та в якійсь мірі також включає деякі культурні аспекти (екологічна модернізація розуму, система цінностей, ставлення, поведінка та спосіб життя). Аналогічним чином існує деякий плюралізм щодо того на кого головним чином повинна спиратися екологічна модернізація: на уряд, ринок та підприємство чи на громадське суспільство? Або можливо на певну багаторівневу систему управління, яка поєдную всі три варіанта? Деякі вчені говорять саме про загальну теорію модернізації та немарксистський світ-системний підхід, інші ж ні.
Врешті-решт, існує загальне розуміння того, що екологічна модернізація призведе до інноваційних структурних змін. Тому на разі дослідження зосередженні більше на екологічних інноваціях та взаємодії різних соціальних чинників (наукових, економічних, інституційних, правових, політичних, культурних), які сприяють таким інноваціям, або ж навпаки перешкоджають їм (Клеммер та інші, 1999; Губер, 2004; Вебер та Геммельскамп, 2005; Олстхорн і Вечорик, 2006).
Екологічна модернізація має деякі спільні риси з близькими до неї теоріями і філософіями. Найважливішими серед них є:
- Концепт стійкого розвитку.
- Підхід «промислового метаболізму» (Айрес та Сімоніс, 1994)
- Концепт «індустріальної екології» (Соколов, 1994)